# Kellie Martin
Kellie Noelle Martin (Riverside, California, 16 de octubre de 1975) es una actriz de televisión estadounidense conocida por sus papeles como Rebecca Thacher en Life Goes On, Christy Huddleston en Christy, Lucy Knight en ER y Samantha Kinsey en Mystery Woman.

## Primeros años
Martin nació en Riverside, California. Es hija de Debbie, maestra de jardín, y Doug Martin, un comprador de almacenes y ejecutivo de ventas. Martin amaba actuar para su familia unida.
Comenzó su carrera como actriz a los 7 años, cuando su tía Rhonda Jett, niñera de los hijos del actor Michael Landon, ayudó a que Martin fuese invitada a la serie Father Murphy producida por Landon.

## Carrera
Entre los muchos papeles que ha interpretado en películas y series, tal vez los más famosos son el de Rebecca “Becca” Thacher en el drama Life Goes On, emitida por ABC entre 1989 y 1993 y el de Lucy Knight, una estudiante de medicina en el drama ER (1998-2000). Martin también dio voz a Daphne Blake en la serie animada Un cachorro llamado Scooby-Doo y a Molly en Tazmania. Apareció también como Tracy Nash en La familia Hogan (Valerie). También interpretó el papel de Emily en Troop Beverly Hills (1989) y de Sherry en Matinee (1993).

### 1990
En 1993, apareció como invitada como “Cleo Walker” en el episodio “Brothers and Sister” de SeaQuest DSV. En 1994, protagonizó su propia serie, actuando junto a Tyne Daly en el drama Christy de CBS. Esta serie se basó en la popular novela de temática espiritual de Catherine Marshall y contó la historia de una joven profesora misionera en una comunidad aislada de los Montes Apalaches. En esta serie se reunió con la coprotagonista de Troop Beverly Hills, Emily Schulman.
En 1994, protagonizó A Friend to Die For, una película de TV. En 1995, protagonizó The Face on the Milk Carton, una película de TV basa en el libro de Caroline Cooney sobre una adolescente que descubre que fue secuestrada de su verdadera familia años atrás y que fue criada por los padres de su secuestrador. También dio voz a Roxanne en A Goofy Movie. En 1996 interpretó el papel de Laure Keyes, una chica sorda víctima de abusos en la serie After the Silence y en 1997 actuó en el drama de la NBC Crisis Center, que sólo duró seis episodios.
Entre 1998 y 2000, Martin apareció en el drama médico ER como Lucy Knight, una estudiante de medicina. Martin todavía estaba en la Universidad de Yale y pospuso sus estudios para formar parte del elenco.

### 2000
En 2003, Martin protagonizó Mystery Woman, una película sobre el dueño de una librería de misterio que resuelve crímenes reales. Entre 2005 y 2007 realizó diez películas más de Mystery Woman, dos de las cuales dirigió. En 2003 tuvo un papel en la película de comedia Malibu's Most Wanted.
Martin protagonizó la película Live Once, Die Twice en 2006 y No Brother of Mine en 2007. También en 2007 dio voz a la versión adulta de Barbara Gordon en “Artifacts”, un episodio de Batman.
En 2009 Martin actuó como invitada en el episodio “No Good at Saying Sorry” de la serie Grey's Anatomy. También interpretó como invitada a Cally O’Keffe en el episodio “Stage Fright” del drama sobrenatural Ghost Whisperer.

## Vida personal
Martin se graduó de la Universidad de Yale en 2001 como licenciada en arte histórico.
Se casó con Keith Christian el 15 de mayo de 1999, en su ciudad natal de Polson (Montana). La pareja tuvo una hija llamada Margaret Heather “Maggie” Christian el 4 de noviembre de 2006. Lleva el nombre de la hermana de Martin, que falleció de lupus eritematoso a los 19 años.

## Filmografía

### Películas
| Año  | Película                          | Papel                          | Nota                        |
| ---- | --------------------------------- | ------------------------------ | --------------------------- |
| 1986 | Help Wanted: Kids                 | Linda                          | Película de TV              |
| 1986 | The Richest Cat in the World      | Veronica                       | Película de TV              |
| 1986 | Jumpin' Jack Flash                | Kristi Carlson                 |                             |
| 1987 | Body Slam                         | Missy Roberts                  |                             |
| 1988 | Doin' Time on Planet Earth        | Sheila                         |                             |
| 1988 | Testigo confidencial              | Jennie Thomas                  | Telefilme                   |
| 1989 | Troop Beverly Hills               | Emily Coleman                  |                             |
| 1993 | Matinee                           | Sherry                         |                             |
| 1994 | A Friend to Die For               | Angela Delvecchio              | Película de TV              |
| 1995 | A Goofy Movie                     | Roxanne                        | voz                         |
| 1995 | If Someone Had Known              | Katherine 'Katie' Liner        | Película de TV              |
| 1995 | The Face on the Milk Carton       | Jennifer Sands / Janie Jessmon | Película de TV              |
| 1995 | Her Hidden Truth                  | Billie Calhoun                 | Película de TV              |
| 1996 | Hidden in Silence                 | Fusia Podgorska                | Película de TV              |
| 1996 | Her Last Chance                   | Alex Saxen                     | Película de TV              |
| 1996 | Breaking Through                  | Laura Keyes                    | Película de TV              |
| 1997 | On the Edge of Innocence          | Zoe Tyler                      | Película de TV              |
| 1998 | About Sarah                       | Mary Beth McCaffrey            | Película de TV              |
| 2001 | All You Need                      | Beth Sebastian Starnes         |                             |
| 2002 | Fiona                             | Detective Fiona Fitzgerald     | Película de TV              |
| 2003 | Malibu's Most Wanted              | Jen                            |                             |
| 2003 | Mystery Woman                     | Samantha Kinsey                | Película de TV              |
| 2004 | Open House                        | Debbie Delaney                 |                             |
| 2004 | Mickey's Twice Upon a Christmas   | Mona                           | Direct-to-video release Voz |
| 2005 | Mystery Woman: Mystery Weekend    | Samantha Kinsey                | Película de TV              |
| 2005 | Mystery Woman: Snapshot           | Samantha Kinsey                | Película de TV              |
| 2005 | Mystery Woman: Sing Me a Murder   | Samantha Kinsey                | Película de TV              |
| 2005 | Mystery Woman: Vision of a Murder | Samantha Kinsey                | Película de TV              |
| 2005 | Mystery Woman: Game Time          | Samantha Kinsey                | Película de TV              |
| 2005 | Thru the Moebius Strip            | Allana                         | Voz                         |
| 2006 | Mystery Woman: At First Sight     | Samantha Kinsey                | Película de TV              |
| 2006 | Live Once, Die Twice              | Nicole Lauker                  | Película de TV              |
| 2006 | Mystery Woman: Wild West Mystery  | Samantha Kinsey                | Película de TV              |
| 2006 | Mystery Woman: Oh Baby            | Samantha Kinsey                | Película de TV              |
| 2006 | Mystery Woman: Redemption         | Samantha Kinsey                | Película de TV              |
| 2007 | No Brother of Mine                | Nina St. Clair                 | Película de TV              |
| 2010 | The Jensen Project                | Claire Thompson                | Película de TV              |
| 2011 | Smooch                            | Gwen Cole                      |                             |
| 2015 | Hello, It' s me                   |                                |                             |

### Series de TV
| Años(s)   | Serie                          | Papel                   | Temporada(s) | Nota |
| --------- | ------------------------------ | ----------------------- | ------------ | ---- |
| 1986      | Potato Head Kids               | Lolly                   | 1            | Voz  |
| 1988–91   | Un cachorro llamado Scooby-Doo | Daphne Blake            | 1–3          | Voz  |
| 1989–93   | Life Goes On                   | Rebecca 'Becca' Thacher | 1–4          |      |
| 1994–95   | Christy                        | Christy Huddleston      | 1–2          |      |
| 1997      | Crisis Center                  | Kathy Goodman           | 1            |      |
| 1998–2000 | ER                             | Lucy Knight             | 5–6          |      |

### Apariciones en TV
| Año  | Título                            | Papel                    | Episodio                                                                                        | Nota                     |
| ---- | --------------------------------- | ------------------------ | ----------------------------------------------------------------------------------------------- | ------------------------ |
| 1982 | Father Murphy                     | Flossie                  | "Sweet Sixteen"                                                                                 | Temporada 2, episodio 11 |
| 1984 | Highway to Heaven                 | Lisa Ratchett            | "Another Song for Christmas"                                                                    | Temporada 1, episodio 13 |
| 1986 | Dallas                            | Brenda Crane             | "J.R. Rising"                                                                                   | Temporada 9, episodio 27 |
| 1986 | Life With Lucy                    | Patty                    | "Lucy Gets Her Wires Crossed"                                                                   | Temporada 1, episodio 4  |
| 1986 | Life With Lucy                    | Patty                    | "World's Greatest Grandma"                                                                      | Temporada 1, episodio 13 |
| 1987 | Card Sharks                       | Herself                  | "Kids Week"                                                                                     |                          |
| 1987 | La familia Hogan (Valerie)        | Tracy Nash               | "Take My Wife, Please"                                                                          | Temporada 3, episodio 4  |
| 1987 | My Two Dads                       | Rose/Rebecca             | "Whose Night Is It, Anyway?"                                                                    | Temporada 1, episodio 6  |
| 1987 | La familia Hogan (Valerie)        | Tracy Nash               | "School of Hard Knocks"                                                                         | Temporada 3, episodio 8  |
| 1987 | La familia Hogan (Valerie)        | Tracy Nash               | "Poetic Injustice"                                                                              | Temporada 3, episodio 10 |
| 1988 | La familia Hogan (Valerie)        | Tracy Nash               | "Mark and Willie's Day Off"                                                                     | Temporada 3, episodio 15 |
| 1988 | Thirtysomething                   | Robin Kramer             | "I'm in Love, I'm in Love, I'm in Love, I'm in Love, I'm in Love with a Wonderful Gynecologist" | Temporada 1, episodio 14 |
| 1988 | My Two Dads                       | Rebecca                  | "The Wedge"                                                                                     | Temporada 1, episodio 15 |
| 1988 | La familia Hogan (Valerie)        | Tracy Nash               | "48 Hours"                                                                                      | Temporada 3, episodio 20 |
| 1988 | Thirtysomething                   | Robin Kramer             | "Nancy's First Date"                                                                            | Temporada 1, episodio 18 |
| 1988 | El show de Tracey Ullman          | Kari, Slumber Party Girl | "The Sleepover"                                                                                 | Temporada 2, episodio 21 |
| 1988 | ABC Weekend Special               | Karen                    | "Runaway Ralph"                                                                                 | Temporada 11, episodio 2 |
| 1989 | Charles in Charge                 | Heather Curtis           | "Adam See, Adam Do"                                                                             | Temporada 4, episodio 4  |
| 1989 | Mr. Belvedere                     | Miriam                   | "The Election"                                                                                  | Temporada 5, episodio 15 |
| 1989 | Baywatch                          | Chelsea Carroll          | "Panic at Malibu Pier"                                                                          | Temporada 1, episodio 1  |
| 1991 | Tazmania                          | Molly (voz)              | "The Dog the Turtle Story"                                                                      | Temporada 1, episodio 1  |
| 1993 | SeaQuest DSV                      | Cleo Walker              | "Brothers and Sisters"                                                                          | Temporada 1, episodio 5  |
| 1993 | ABC Afterschool Special           | Samantha Wheeler         | "Montana Crossroads"                                                                            | Temporada 22, episodio 2 |
| 1994 | Aladdin                           | Sadira (voz)             | "Strike Up the Sand"                                                                            | Temporada 1, episodio 15 |
| 1994 | Aladdin                           | Sadira (voz)             | "SandSwitch"                                                                                    | Temporada 1, episodio 20 |
| 1994 | Aladdin                           | Sadira (voz)             | "Dune Quixote"                                                                                  | Temporada 1, episodio 25 |
| 1994 | Aladdin                           | Sadira (voz)             | "Witch Way Did She Go?"                                                                         | Temporada 2, episodio 8  |
| 2003 | Law & Order: Special Victims Unit | Melinda Granville        | "Tragedy"                                                                                       | Temporada 5, episodio 1  |
| 2007 | The Batman                        | Oracle (voice)           | "Artifacts"                                                                                     | Temporada 4, episodio 7  |
| 2009 | Ghost Whisperer                   | Cally O'Keefe            | "Stage Fright"                                                                                  | Temporada 4, episodio 20 |
| 2009 | Grey's Anatomy                    | Julie Zelman             | "No Good at Saying Sorry (One More Chance)"                                                     | Temporada 5, episodio 21 |
| 2009 | Private Practice                  | Michelle                 | "The Way We Were"                                                                               | Temporada 3, episodio 2  |